# ナタリア・ゴンチャロワ (飛込選手)
ナタリア・ミハーイロヴナ・ゴンチャロワ（Natalia Mikhaylovna Goncharova、ロシア語: Ната́лья Миха́йловна Гончаро́ва、 1988年1月29日 - ）はロシア・ヴォロネジ出身の女子飛込競技選手。
2004年アテネオリンピックの10mシンクロナイズド高飛込みでユリア・コルチュノワとのペアで銀メダルを獲得した。2008年北京オリンピックにも出場したが、高飛込みで28位に終わった。